# 唐丹站
唐丹站（日语：／ Tōni eki */?）是位於岩手縣釜石市唐丹町，三陸鐵道的谷灣線車站。
車站愛稱為「三文魚之故鄉」。車站靠近片岸川，該處有許多三文魚逆流而上。

## 歷史
- 1984年（昭和59年）4月1日：三陸鐵道南谷灣線車站啟用。
- 2011年（平成23年）3月11日：發生東北地方太平洋近海地震（東日本大震災），使南谷灣線全線暫停營業。
- 2014年（平成26年）4月5日：此站至釜石站之間重開[1][2][3]。
- 2019年（平成31年）3月23日：東日本旅客鐵道釜石至宮古之間由三陸鐵道接管，此站成為谷灣線車站[4]。

## 車站構造
此站是高架車站，設有1面2線的島式月台。

### 月台
| 月台 | 路線    | 上下行 | 方向                 |
| ---- | ------- | ------ | -------------------- |
| 1    | ■谷灣線 | 上行   | 盛方向               |
| 2    | ■谷灣線 | 下行   | 釜石、宮古、久慈方向 |

## 使用狀況
在2018年度（平成30年度），一年總乘車人次為3,456人。
| 乘車人次變化       | 乘車人次變化 | 乘車人次變化 |
| 年度               | 總乘車人次   | 參考資料     |
| ------------------ | ------------ | ------------ |
| 2004年（平成16年） | 16,960       | [ 6 ]        |
| 2005年（平成17年） | 14,237       | [ 6 ]        |
| 2006年（平成18年） | 16,611       | [ 6 ]        |
| 2007年（平成19年） | 19,660       | [ 7 ]        |
| 2008年（平成20年） | 14,230       | [ 7 ]        |
| 2009年（平成21年） | 10,553       | [ 7 ]        |
| 2010年（平成22年） | 9,808        | [ 8 ]        |
| 2011年（平成23年） | 暫停營業     |              |
| 2012年（平成24年） | 暫停營業     |              |
| 2013年（平成25年） | 暫停營業     |              |
| 2014年（平成26年） | 3,953        | [ 9 ]        |
| 2015年（平成27年） | 4,509        | [ 9 ]        |
| 2016年（平成28年） | 3,275        | [ 9 ]        |
| 2017年（平成29年） | 1,119        | [ 5 ]        |
| 2018年（平成30年） | 3,456        | [ 5 ]        |

## 車站周邊
- 唐丹地區生活應援中心（唐丹公民館）
- 釜石市立唐丹小學
- 釜石市立唐丹中學
- 國道45號
- 唐丹郵局
- 片岸川
- 小白濱漁港
- 天照御祖神社
- 八坂神社
- 盛岩寺
- 伊能忠敬測量之碑·星座石（日语：伊能忠敬測量の碑・星座石）

## 巴士路線
- 岩手縣交通（日语：岩手県交通） 氣仙沼Liner（日语：けせんライナー）
  - 前往池袋站西出口

## 相鄰車站
三陸鐵道
■谷灣線
吉濱－唐丹－平田

## 注腳
1. ↑  . 東海新報. 2012-01-01  [2012-01-30]. （原始内容存档于2012-01-04）.
2. ↑  . 三陸鉄道. 2013-02-15  [2013-02-16]. （原始内容存档于2013-03-02） （日语）.
3. ↑  . 岩手日報. 2014-01-02  [2014-01-11]. （原始内容存档于2014-01-03） （日语）.
4. ↑  . 毎日新聞 (毎日新聞社). 2019-03-23  [2019-03-24]. （原始内容存档于2019-03-23） （日语）.
5. 1 2   (PDF). 釜石市統計書（平成30年版）. 釜石市: 79. 2020-04-13  [2020-07-11]. （原始内容存档 (PDF)于2020-07-11） （日语）.
6. ↑   (PDF). 釜石市統計書（平成18年版）. 釜石市: 78. 2010-04-26  [2020-07-11]. （原始内容存档 (PDF)于2020-07-13） （日语）.
7. ↑   (PDF). 釜石市統計書（平成21年版）. 釜石市: 83. 2012-11-02  [2020-07-11]. （原始内容存档 (PDF)于2020-07-13） （日语）.
8. ↑   (PDF). 釜石市統計書（平成22年版）. 釜石市: 83. 2012-11-02  [2020-07-11]. （原始内容存档 (PDF)于2020-07-11） （日语）.
9. ↑   (PDF). 釜石市統計書（平成28年版）. 釜石市: 79. 2018-04-10  [2020-07-11]. （原始内容存档 (PDF)于2020-07-12） （日语）.

## 外部連結
- 車站·周邊資訊【唐丹站】 （页面存档备份，存于）（日語）：三陸鐵道